# Ильина, Татьяна Никитична
Татья́на Ники́тична Ильина́ (род. 25 июля 1960, Москва) — советский и российский режиссёр-мультипликатор, сценарист и художник-постановщик, педагог.
Член Союза кинематографистов. Лауреат премии Правительства РФ в области культуры (2014).

## Биография
Родилась 25 июля 1960 года в Москве. В 1986 окончила художественный факультет ВГИКа. В период с 1984 по 1999 работала на киностудии «Союзмультфильм» художником-постановщиком в группах режиссёров А. А. Гурьева, Л. Л. Каюкова, А. А. Мазаева, Л. А. Шварцмана. С 1994 — режиссёр «Союзмультфильма». В 2000 и 2004 работала на ФГУП «Киностудия „Союзмультфильм“».
В период с 1999 по 2003 — работала режиссёром в студии «Аргус Интернэшнл». Преподаёт во ВГИКес 2003 г. , на факультете анимации и мультимедиа (как мастер ведет мастерскую). Профессор ВГИК . Профессор ГИТР им Литовчина (с 2017 г.) Худ. руководитель (2016), и продюсер (2017) на к/с «Союзмультфильм».

## Награды и премии
- 2005 — Приз зрительских симпатий на фестивале «Литература и кино» в Гатчине (фильм «Щелкунчик»)[5].
- 2014 — Лауреат премии «Ника». Номинация «Лучший анимационный фильм» (фильм «Ку! Кин-дза-дза»)
- 2013 — APSA (Asia Pacific Screen Awards) в Австралии. 1-й Приз в номинации "Лучший анимационный фильм за картину «Ку! Кин-дза-дза»
- 2014 — Премия Правительства Российской Федерации в области культуры (17 декабря 2014) — за создание анимационного фильма «Ку! Кин-дза-дза»[6]
- 2017 — Художественный руководитель студии «Союзмультфильм»
- 2018 — Креативный продюсер студии «Союзмультфильм»

## Фильмография

### Режиссёр
- 1993 — Весёлая карусель № 25. Задом-наперёд
- 1994 — Весёлая карусель № 27. Подлёдный лов
- 1995 — Весёлая карусель № 28. Эх!
- 1995 — Весёлая карусель № 28. Так не бывает
- 1995 — Тройная уха
- 1996 — Весёлая карусель № 30. Тайна
- 2000 — Весёлая карусель № 31. Крокодилушка
- 2000 — Весёлая карусель № 32. Катина сказка
- 2002 — Белый домик (приз жюри на МКФ в Чаньджоу)
- 2005 — Девочка и крот
- 2014 — Ямка с водой
- 2014 — Протополь
- 2015 — Плохие слова (Диплом «За профессионализм» VI Международный кинофестиваль «Свет Миру» 2016)
- 2016 — Маршрутка (1 место в питчинге сценариев на фестивале анимационного кино в Суздале)
- 2018 — Мама звонит трижды (конкурс «Продюсерское кино») Артек
- 2019 — Ну, такое… (приз «за лучшую режиссуру») Артек
- 2019 — Солнце моё (первый приз в конкурсе «продюсерское кино») Артек
- 2022 — Без земли (Приз жюри  ОРФАК в Суздале 2023 г.; Гран При Премии «На Благо Мира» среди всех номинаций 2023 г.; Приз Президента фестиваля «АртКино» 2023)

### Режиссёр-постановщик
- 1999 — Щелкунчик и Мышиный король (пилот к полном. проекту; Большая золотая медаль на «Фестивале фестивалей» в Нью-Йорке за пилот. ролик, 1999; диплом Международного фестиваля анимации в Аннеси, 2000)
- 2004 — Щелкунчик (Премия «Золотой Орёл» 2005, 1 Приз «Московская Премьера», За лучший детский фильм, фестиваль «Литература и Кино», диплом Анимационного фестиваля в Суздале, «Лучший фильм» Фестиваль им. Озерова в Петербурге, Приз «За лучшую режиссуру» Фестиваль «Киномалышок», в рамках фестиваля «Киношок», лучший детский фильм фестиваль «Золотая рыбка»)
- 2013 — Ку! Кин-дза-дза

### Сценарист
- 1994 — Весёлая карусель № 27. Подлёдный лов
- 1995 — Весёлая карусель № 28. Эх!
- 1995 — Весёлая карусель № 28. Так не бывает
- 1995 — Тройная уха
- 1996 — Весёлая карусель № 30. Тайна
- 1999 — Щелкунчик и Мышиный король (пилот к полном. проекту; Большая золотая медаль на «Фестивале фестивалей» в Нью-Йорке за пилот. ролик, 1999; диплом Международного фестиваля анимации в Аннеси, 2000)
- 2000 — Весёлая карусель № 31. Крокодилушка
- 2000 — Весёлая карусель № 32. Катина сказка
- 2002 — Белый домик (приз жюри на МКФ в Чаньджоу)
- 2004 — Щелкунчик
- 2007 — Ваша честь
- 2008 — Акбулак
- 2009 — Суд
- 2013 — Ку! Кин-дза-дза
- 2014 — Ямка с водой
- 2015 — Плохие слова (диплом «За профессионализм», VI Международный кинофестиваль «Свет Миру», 2016)
- 2016 — Выйти замуж любой ценой
- 2016 — Маршрутка (1 место в питчинге сценариев на фестивале анимационного кино в Суздале)
- 2018 — Мама звонит трижды
- 2019 — Ну, такое…
- 2020 — Огонёк-Огниво
- 2022 — Без Земли

### Художник-постановщик
- 1988 — Седой медведь
- 1989 — Всех поймал
- 1990 — Кот и Ко (Гран-При на Международном фестивале «Крок», 1991 г.)
- 1990 — Невиданная, неслыханная
- 1992 — Глаша и кикимора
- 1993 — Весёлая карусель № 25. Задом-наперёд
- 1994 — Весёлая карусель № 27. Подлёдный лов
- 1995 — Весёлая карусель № 28. Эх!
- 1995 — Весёлая карусель № 28. Так не бывает
- 1995 — Тройная уха
- 1996 — Весёлая карусель № 30. Тайна
- 1999 — Щелкунчик и Мышиный король (пилот к полном. проекту; Большая золотая медаль на «Фестивале фестивалей» в Нью-Йорке за пилот. ролик, 1999; диплом Международного фестиваля анимации в Аннеси, 2000)
- 2000 — Весёлая карусель № 31. Крокодилушка
- 2000 — Весёлая карусель № 32. Катина сказка
- 2013 — Стул («Лучший фильм в категории…»; Эквелибристика — Фест. «Бессонница» 2014; «Приз за лучшую режиссуру» на фестивале «Смотри на юг», 2014 г.)
- 2014 — Военная инструкция для мальчишек (лучший фильм для детей фестиваль «Чудесница»; «Лучшая история для детей» фест. «Золотая Рыбка», 2014 г.)
- 2014 — Протополь
- 2014 — Ямка с водой
- 2015 — Плохие слова (диплом «За профессионализм», VI Международный кинофестиваль «Свет Миру», 2016)
- 2016 — Маршрутка (1 место в питчинге сценариев на фестивале анимационного кино в Суздале)
- 2019 — Солнце моё
- 2022 — Без Земли

### Художник
- 1986 — Петух и боярин

### Автор стихов
- 2015 — Если б я капитаном был

### Озвучивание мультфильмов
- 1996 — Весёлая карусель № 30. Тайна

### Продюсер
- 2007 — Падение в небеса
- 2018 — Мама звонит трижды
- 2019 — Ну, такое…